# Satzverknüpfung
Satzverknüpfung (auch Satzverkettung oder Satzverbindung) bezeichnet in der Syntax die Möglichkeit, Sätze bzw. clauses (siehe Teilsatz) zu einer Satzreihe zu verbinden. Dies kann mit Hilfe bestimmter Wortklassen (z. B. durch Konnektoren wie Konjunktionen oder Adverbien bzw. durch Konverben geschehen = syndetisch, siehe auch Polysyndeton), aber auch ohne solche grammatischen Mittel (asyndetisch).
Satzverknüpfungen können außerdem koordiniert oder subordiniert (in manchen Sprachen auch kosubordiniert) sein (siehe auch Hauptsatz, Nebensatz; Parataxe, Hypotaxe).
Ein Beispiel für eine Satzreihe ist: „Peter ist krank, aber Inge ist schon wieder gesund.“ Die Konjunktion aber ist in diesem Fall der Konnektor, der die syndetische koordinative (hier: adversative) Verknüpfung beider Sätze bewirkt.
In dem Beispiel „Es regnet, daher bleibe ich zu Hause.“ ist das Pronominaladverb daher der Konnektor.
Man muss den Begriff der Satzverknüpfung von Mitteln der Kohäsion bzw. Kohärenz unterscheiden, bei denen es um die Verbindung zwischen Sätzen über die Satzgrenze hinausgeht, d. h. um ein textlinguistisches Verfahren. 
Beispiel: „Es regnet. Wir müssen die Veranstaltung absagen.“